# Dana Moffat
Dana Moffat (Stanford, 30 de abril de 1997) es una deportista estadounidense que compite en remo.
Ganó dos medallas en el Campeonato Mundial de Remo, en los años 2018 y 2019, ambas en la prueba de ocho con timonel.

## Palmarés internacional
| Campeonato Mundial | Campeonato Mundial   | Campeonato Mundial | Campeonato Mundial |
| Año                | Lugar                | Medalla            | Prueba             |
| ------------------ | -------------------- | ------------------ | ------------------ |
| 2018               | Plovdiv (Bulgaria)   | Medalla de oro     | Ocho con timonel   |
| 2019               | Ottensheim (Austria) | Medalla de bronce  | Ocho con timonel   |